# Tracey Towers
Pour les articles homonymes, voir Tracey.
Les Tracey Towers sont deux bâtiments jumeaux conçus par l'architecte Paul Rudolph et situés dans le quartier Jerome Park du Bronx, à New York.
Ils sont une caractéristique prédominante du panorama urbain de l'arrondissement.
Ces tours jumelles sont à vocation résidentielle.

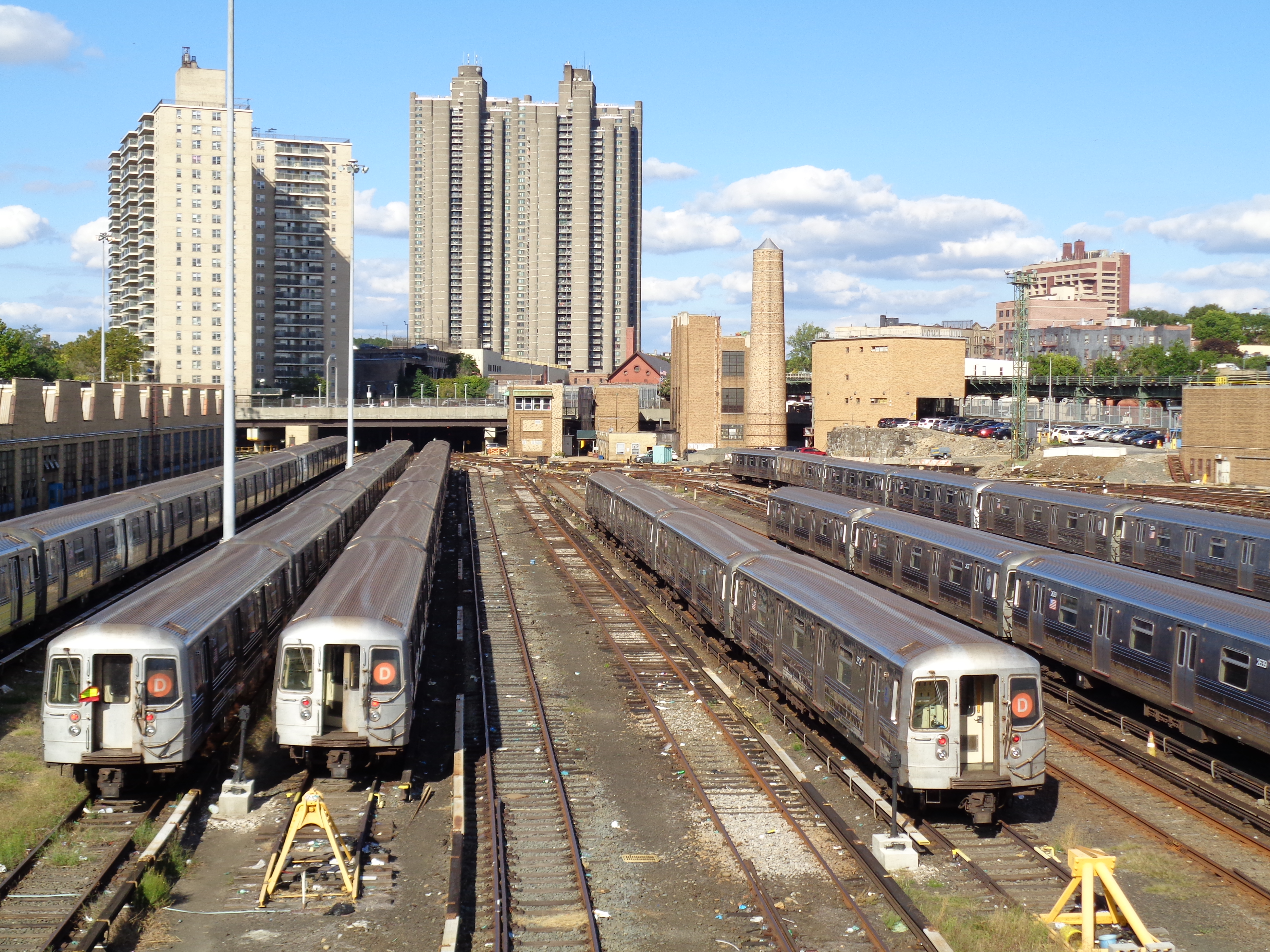
Les Tracey Towers depuis Bedford Park Boulevard, avec le terrain ferroviaire de Concourse Yard au premier plan.
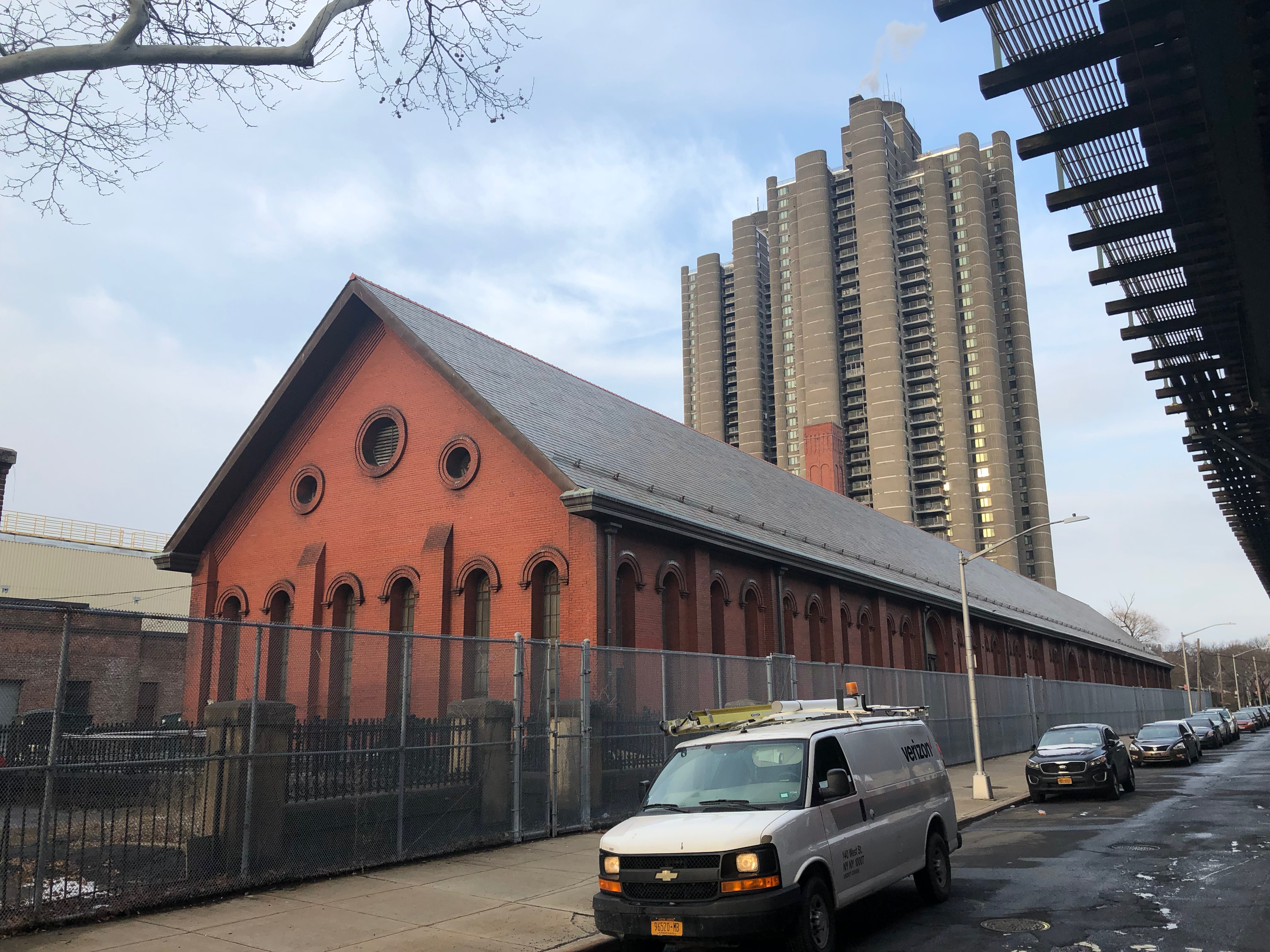
Les Tracey Towers en arrière-plan d'une station de pompage.